# Наталия Бесмертнова
Наталия Бесмертнова (на руски: Ната́лия И́горевна Бессме́ртнова (1941 – 2008) е бележита руска съветска балерина, балетмайстор и педагог, прима на Болшой театър, световноизвестна със своите изпълнения на Жизел и Одета-Одилия.

## Биография
Родена е на 19 юли 1941 г. в семейството на военен лекар Игор Бесмертнов. Майка ѝ, Антонина Бесмертнова, домакиня, поддържа детския интерес на Наталия към танца и през 1952 г. я записва в Московското хореографско училище. Наталия танцува на сцената на Болшой театър още по време на обучението си, а при завършването на училището има дебют със солови изпълнения в постановката „Шопениана“ по музиката на Фредерик Шопен. През 1961 г. завършва училището с отличие и същата година е приета в трупата на Болшой театър. Има по-малка сестра Татяна, която следва стъпките ѝ и също става балерина на Болшой театър.
През 1963 г. се омъжва за балетмайстора Юрий Григорович, с когото са заедно до нейната кончина. Същата година става прима на Болшой театър и танцува в това си качество до 47-годишната възраст. През своята кариера Бесмертнова изпълнява всичките водещи партии на класическия репертоар, а също и в съвременните спектакли, поставени от Григорович. Снима се в екранизациите на балетните постановки, за 25 години участва в 19 филма. На турнетата в чужбина се радва на голям успех и бързо придобива световна известност.
През 1988 г. пенсионира се поради предприетото от Григорович подмладяване на балетната трупа. Продължава да излиза на сцената на Болшой театър като балерина на договорни начала, сценичната си кариера завършва през 1994 г. с изпълнение на партията на Жизел. Работи в театъра и като педагог-репетитор. Напуска го заедно със съпруга си през 1995 г., когато се сменя ръководството на театъра. Напускането е драматично, защото Бесмертнова публично демонстрира своето несъгласие със ситуацията в балетната трупа. Възмутена от отношението към Григорович, преди началото на балета „Ромео и Жулиета“ излиза на сцената не в костюма на героинята си, а в своя рокля и се изказва в защита на главния балетмайстор
Последвалите години работи като балетмайстор-репетитор за спектаклите, които Григорович поставя в различните театри в СССР и чужбина. В това си качествто през 2001 – 2003 г. се връща заедно с Григорович в Болшой театър и участва във възстановяването на няколко балетни постановки.
Член на жури на международните балетни конкурси във Варна, Москва, Лозана, Нагоя. Избирана е за депутат на Върховния съвет на СССР (1979 – 1984).
Умира от онкологично заболяване в нощта срещу 19 февруари 2008 г. Погребана е на Новодевическото гробище в Москва.

## Творчество
В самото начало на творческата си кариера Бесмертнова се възприема като лирическа балерина и това схващане формира най-ранния ѝ репертоар. Но след изпълнение на Жизел през 1963 г. критиката и публиката забелязват по-широкия диапазон на нейната дарба. Успехът с тази роля в съчетание с външните ѝ данни – изящна фигура, красиви ръце и крака – води до промяна на нейното амплоа и го свързва с романтичните героини. Сътрудничеството с Григорович разкрива и нейния драматичен талант. Наситените с акценти и експресия изпълнения на партиите на Фригия от „Спартак“, Жулиета от „Ромео и Жулиета“, Анастасия от „Иван Грозни“ се цени високо от критиката. През 1980-те г. Бесмертнова демонстрира съвършенството на своето балетното майсторство в постановките „Златният век“ на Дмитрий Шостакович и „Раймонда“ на Александър Глазунов. Много пъти е канена и участва със своите прочути партии на Жизел и Одета-Одилия в балетните спектакли на оперните театри из цяла Европа, работи с редица чуждестранни балетни трупи. Артистичният образ на Бесмертнова съчетава природната грация, музикалната чувствителност и свободното владеене на техниката на классическия танц.

## Репертоар

### Постановки на Болшой театър[1]
- 1961 – „Шопениана“ по музика на Фредерик Шопен – 7-й валс и Мазурка
- 1961 – „Страниците на живота“ на Андрей Баланчивадзе – Дъщерята на Андрей
- 1963 – „Пепеляшка“ на Сергей Прокофиев – Есень
- 1963 – „Жизел“ на Адолф Адам – Жизел
- 1964 – „Паганини“ на Сергей Рахманинов – Муза
- 1964 – „Бахчисарайски фонтан“ на Борис Асафиев – Мария
- 1964 – „Лейли и Меджнун“ на Сергей Баласанян – Лейли
- 1965 – „Лебедово езеро“ на Пьотър Чайковски – Одетта-Одиллия
- 1958 – „Легенда за любовта“ на Ариф Меликов – Ширин
- 1968 – „Спартак“ на Арам Хачатурян – Фригия
- 1968 – „Лешникотрошачката“ на Пьотър Чайковски – Маша
- 1970 – „Дон Кихот“ на Лудвиг Минкус – Китри
- 1973 – „Спящата красавица“ на Пьотър Чайковски – Аврора
- 1975 – „Иван Грозни“ по музика на Сергей Прокофиев – Анастасия
- 1976 – „Ангара“ на Андрей Ешпай – Валентина
- 1979 – „Ромео и Жулиета“ на Сергей Прокофиев – Жулиета
- 1982 – „Златният век“ на Дмитрий Шостакович – Рита
- 1984 – „Раймонда“ на Александър Глазунов – Раймонда

### Изпълнения в чужбина[1]
- 1966 – Финландска национална опера, Хелзинки – Жизел
- 1970, 1971 – Белградски национален театър – Одета-Одилия, Жизел
- 1970, 1977 – Ла Скала, Милано – Одета-Одилия, Жизел
- 1970, 1980 – Римска опера – Жизел, Одета-Одилия
- 1971 – Варшавски национален театър – Жизел
- 1972 – Норвежка опера, Осло – Одета-Одилия
- 1972 – Софийска народна опера – Жизел
- 1973 – Виенска държавна опера – Маша
- 1976 – Парижка национална опера – Анастасия
- 1977 – Парижка национална опера – Жизел
- 1978 – Парижка национална опера – Жулиета
- 1979 – Кралски Шведски балет, Стокхолм – Одета-Одилия

## Филмография
- 1964 – „Тайна на успеха“ (филм-балет)
- 1968 – „Ромео и Жулиета“ – Жулиета
- 1971 – „Хореографска симфония“
- 1973 – „Хореографски новели“
- 1975 – „Жизел“ – Жизел
- 1975 – „Ромео и Жулиета“ – Жулиета
- 1977 – „Спартак“ (филм-балет) – Фригия
- 1977 – „Шопениана“ – 7-и валс и Мазурка
- 1978 – „Грозен век“ – Анастасия
- 1978 – „Балетни рисунки“
- [1983 – „Лебедово езеро“ – Одета-Одилия
- 1989 – „Спартак“ – Фригия
- 1989 – „Легенда за любовта“ – Ширин
- 1989 – „Раймонда“ – Раймонда
- 1989 – „Жизел“ – Жизел
- 1989 – „Ромео и Жулиета“ – Жулиета
- 1989 – „Иван Грозни“ – Анастасия
- 1989 – „Лебедово езеро“ – Одета-Одилия
- 1989 – „Златният век“ – Рита

## Награди и звания
- Първа награда на Международния балетен конкурс, (Варна, 1965)
- Награда на името на Анна Павлова, (Париж, 1970)
- Орден Трудово Червено Знаме (1971)
- Награда на Ленинския комсомол (1972)
- Народна артистка на СССР (1976)
- Държавна награда на СССР (1977)
- Орден Дружба на народите (7.08.1981)
- Ленинска награда (1986)